# Орадский договор
Орадский договор — мирный договор, подписанный 24 февраля 1538 года в Надьвараде (Grosswardein / (Nagy)Várad, ныне Орадя, Румыния) между императором Священной Римской империи Фердинандом I Габсбургом и Яношем I Запойяи, претендентов на венгерскую корону. Договор положил конец 12-летней гражданской войне в Венгрии, начавшейся в 1526 году после гибели бездетного короля Чехии и Венгрии Людовика II в битве при Мохаче.
Заключив тайный трактат, Фердинанд I Габсбург признал Яноша Запольяи пожизненным королём Венгрии и правителем ⅔ Королевства Венгрии, в то время как Запольяи согласился на господство Фердинанда над западной Венгрией и признал его своим наследником на венгерский престол, так как Янош I был бездетным — в обмен на военную помощь против турок. С тех пор Габсбургскую часть называли Королевской Венгрией.
Однако в 1540 году, незадолго до смерти Яноша Запольяи, его жена родила ему сына, Яноша II Запольяи, и соглашение не состоялось. Сын был избран венгерским дворянством королём Венгрии под именем Янош II Запольяи.
Османский султан Сулейман I, которому Янош I Запойяи когда-то поклялся в верности, также признал Янош II венгерским королём и своим вассалом.
Борьба с императором Фердинандом I Габсбургом и его преемниками возобновилась и продолжалась до 1571 года.